# Lijst van voetbalinterlands Albanië - Andorra
Deze lijst van voetbalinterlands is een overzicht van alle officiële voetbalwedstrijden tussen de nationale teams van Albanië en Andorra. De landen hebben tot op heden acht keer tegen elkaar gespeeld. De eerste ontmoeting was in Ta' Qali op 6 februari 2000, tijdens een vriendschappelijk toernooi op Malta. Het laatste duel, een kwalificatiewedstrijd voor het Wereldkampioenschap voetbal 2026, vond plaats op 24 maart 2025 in Tirana.

## Wedstrijden
| № | Plaats           | Datum            | Competitie           | Wedstrijd         | Uitslag |
| - | ---------------- | ---------------- | -------------------- | ----------------- | ------- |
| 1 | Ta' Qali         | 6 februari 2000  | Vriendschappelijk    | Albanië − Andorra | 3 − 0   |
| 2 | Andorra la Vella | 17 april 2002    | Vriendschappelijk    | Andorra − Albanië | 2 − 0   |
| 3 | Tirana           | 2 juni 2010      | Vriendschappelijk    | Albanië − Andorra | 1 − 0   |
| 4 | Andorra la Vella | 25 maart 2019    | EK 2020 kwalificatie | Andorra – Albanië | 0 – 3   |
| 5 | Elbasan          | 14 november 2019 | EK 2020 kwalificatie | Albanië − Andorra | 2 − 2   |
| 6 | Andorra la Vella | 25 maart 2021    | WK 2022 kwalificatie | Andorra – Albanië | 0 – 1   |
| 7 | Tirana           | 15 november 2021 | WK 2022 kwalificatie | Albanië − Andorra | 1 − 0   |
| 8 | Tirana           | 24 maart 2025    | WK 2026 kwalificatie | Albanië – Andorra | 3 − 0   |
| 9 | Andorra la Vella | 13 november 2025 | WK 2026 kwalificatie | Andorra – Albanië |         |

## Samenvatting
| Competitie        | Totaal gespeeld | Winst Albanië | Gelijk | Winst Andorra | Doelsaldo Albanië – Andorra |
| ----------------- | --------------- | ------------- | ------ | ------------- | --------------------------- |
| WK-kwalificatie   | 3               | 3             | 0      | 0             | 5 − 0                       |
| EK-kwalificatie   | 2               | 1             | 1      | 0             | 5 − 2                       |
| Vriendschappelijk | 3               | 2             | 0      | 1             | 4 − 2                       |
| Totaal            | 8               | 6             | 1      | 1             | 14 − 4                      |

Wedstrijden bepaald door strafschoppen worden, in lijn met de FIFA, als een gelijkspel gerekend.
FSHF · A-internationals · Bondscoaches · Statistieken · Albanees vrouwenelftal · Olympisch elftal · Albanië U21 · Albanië U20 · Albanië U19 · Albanië U18 · Albanië U17 · Albanië U16
1946 – 1949 · 
1950 – 1959 · 
1960 – 1969 · 
1970 – 1979 · 
1980 – 1989 · 
1990 – 1999 · 
2000 – 2009 · 
2010 – 2019 ·
2020 – 2029
EK 2016 · EK 2024
1946 · 
1947 · 
1948 · 
1949 · 
1950 · 
1951 · 
1952 · 
1953 · 
1954 · 1955 · 1956 · 
1957 · 
1958 · 
1959 · 1960 · 1961 · 1962 · 
1963 · 
1964 · 
1965 · 
1966 · 
1967 · 
1968 · 1969 · 
1970 · 
1971 · 
1972 · 
1973 · 
1974 · 1975 · 
1976 · 
1977 · 1978 · 1979 · 
1980 · 
1981 · 
1982 · 
1983 · 
1984 · 
1985 · 
1986 · 
1987 · 
1988 · 
1989 · 
1990 · 
1991 · 
1992 · 
1993 · 
1994 · 
1995 · 
1996 · 
1997 · 
1998 · 
1999 · 
2000 · 
2001 · 
2002 · 
2003 · 
2004 · 
2005 · 
2006 · 
2007 · 
2008 · 
2009 · 
2010 · 
2011 · 
2012 · 
2013 · 
2014 · 
2015 · 
2016 · 
2017 · 
2018 ·
2019 ·
2020 ·
2021 ·
2022 ·
2023 ·
2024
Algerije ·
Andorra ·
Argentinië ·
Armenië ·
Azerbeidzjan ·
Bahrein ·
België ·
Bosnië en Herzegovina ·
Bulgarije ·
Chili ·
China ·
Cuba ·
Cyprus ·
DDR ·
Denemarken ·
Duitsland ·
Engeland ·
Estland ·
Faeröer ·
Finland ·
Frankrijk ·
Georgië ·
Griekenland ·
Hongarije ·
Ierland ·
IJsland ·
Iran ·
Israël · 
Italië ·
Joegoslavië ·
Jordanië ·
Kameroen ·
Kazachstan ·
Kosovo ·
Kroatië ·
Letland ·
Liechtenstein ·
Litouwen ·
Luxemburg ·
Malta ·
Marokko ·
Mexico ·
Moldavië ·
Montenegro ·
Nederland ·
Noord-Ierland ·
Noord-Macedonië ·
Noorwegen ·
Oekraïne ·
Oezbekistan ·
Oostenrijk ·
Polen ·
Portugal ·
Qatar ·
Roemenië ·
Rusland ·
San Marino ·
Saoedi-Arabië ·
Schotland ·
Servië ·
Slovenië ·
Spanje ·
Tsjechië ·
Tsjecho-Slowakije ·
Turkije ·
Vietnam ·
Wales ·
Wit-Rusland ·
Zweden ·
Zwitserland
Frankrijk (2016) · 
Roemenië (2016) · 
Zwitserland (2016)
FAF · A-internationals · Statistieken · Bondscoaches · Andorrees vrouwenelftal · Andorra U21 · Andorra U20 · Andorra U19 · Andorra U18 · Andorra U17 · Andorra U16
1990 – 1999 · 2000 – 2009 · 2010 – 2019 · 2020 − 2029
1996 · 1997 · 1998 · 1999 · 2000 · 2001 · 2002 · 2003 · 2004 · 2005 · 2006 · 2007 · 2008 · 2009 · 2010 · 2011 · 2012 · 2013 · 2014 · 2015 · 2016 · 2017 · 2018 · 2019 · 2020 · 2021 · 2022 · 2023 · 2024
Albanië ·
Armenië ·
Azerbeidzjan ·
België ·
Bolivia ·
Bosnië en Herzegovina ·
Brazilië ·
Bulgarije ·
China ·
Cyprus ·
Engeland ·
Equatoriaal-Guinea ·
Estland ·
Faeröer ·
Finland ·
Frankrijk ·
Gabon ·
Georgië ·
Gibraltar ·
Grenada ·
Hongarije ·
Ierland ·
IJsland ·
Indonesië ·
Israël ·
Kaapverdië ·
Kazachstan ·
Kosovo ·
Kroatië ·
Letland ·
Liechtenstein ·
Litouwen ·
Malta ·
Moldavië ·
Nederland ·
Noord-Ierland ·
Noord-Macedonië ·
Oekraïne ·
Oostenrijk ·
Polen ·
Portugal ·
Qatar ·
Roemenië ·
Rusland ·
Saint Kitts en Nevis ·
San Marino ·
Slowakije ·
Spanje ·
Tsjechië ·
Turkije ·
Verenigde Arabische Emiraten ·
Wales ·
Wit-Rusland ·
Zuid-Afrika ·
Zwitserland